# Kromarki
Kromarki [krɔˈmarkʲi] (tiếng Đức: Kromargen) là một ngôi làng thuộc khu hành chính của Gmina Bartoszyce, thuộc huyện Bartoszycki, Warmińsko-Mazurskie, ở phía bắc Ba Lan, gần biên giới với tỉnh Kaliningrad của Nga. Nó nằm khoảng 10 kilômét (6 mi)  phía bắc Bartoszyce và 64 km (40 mi) phía bắc thủ đô khu vực Olsztyn.
Trước năm 1945, khu vực này là một phần của Đức (Đông Phổ).
Ngôi làng có dân số xấp xỉ 120.